# Distretto di Gamō
Il distretto di Gamō (蒲生郡, Gamō-gun?) è uno dei distretti della prefettura di Shiga, in Giappone.
Attualmente fanno parte del distretto i comuni di Hino e Ryūō.
| Controllo di autorità | VIAF (EN) 157192048 · LCCN (EN) n86147552 · J9U (EN, HE) 987007567387005171 · NDL (EN, JA) 00375362 |